# 프룬젠스카야역 (상트페테르부르크 지하철)
프룬젠스카야역(러시아어: Фрунзенская)은 러시아 상트페테르부르크 시에 있는 상트페테르부르크 지하철 모스콥스코 페트로그라츠카야 선의 역이다. 1961년 4월 29일에 개통되었다. 역명은 혁명가이자 소비에트 연방 주의자인 미하일 프룬제와 프룬젠스키 대학교 근처에 위치한 M.프룬즈에서 따온것이다.

## 사진

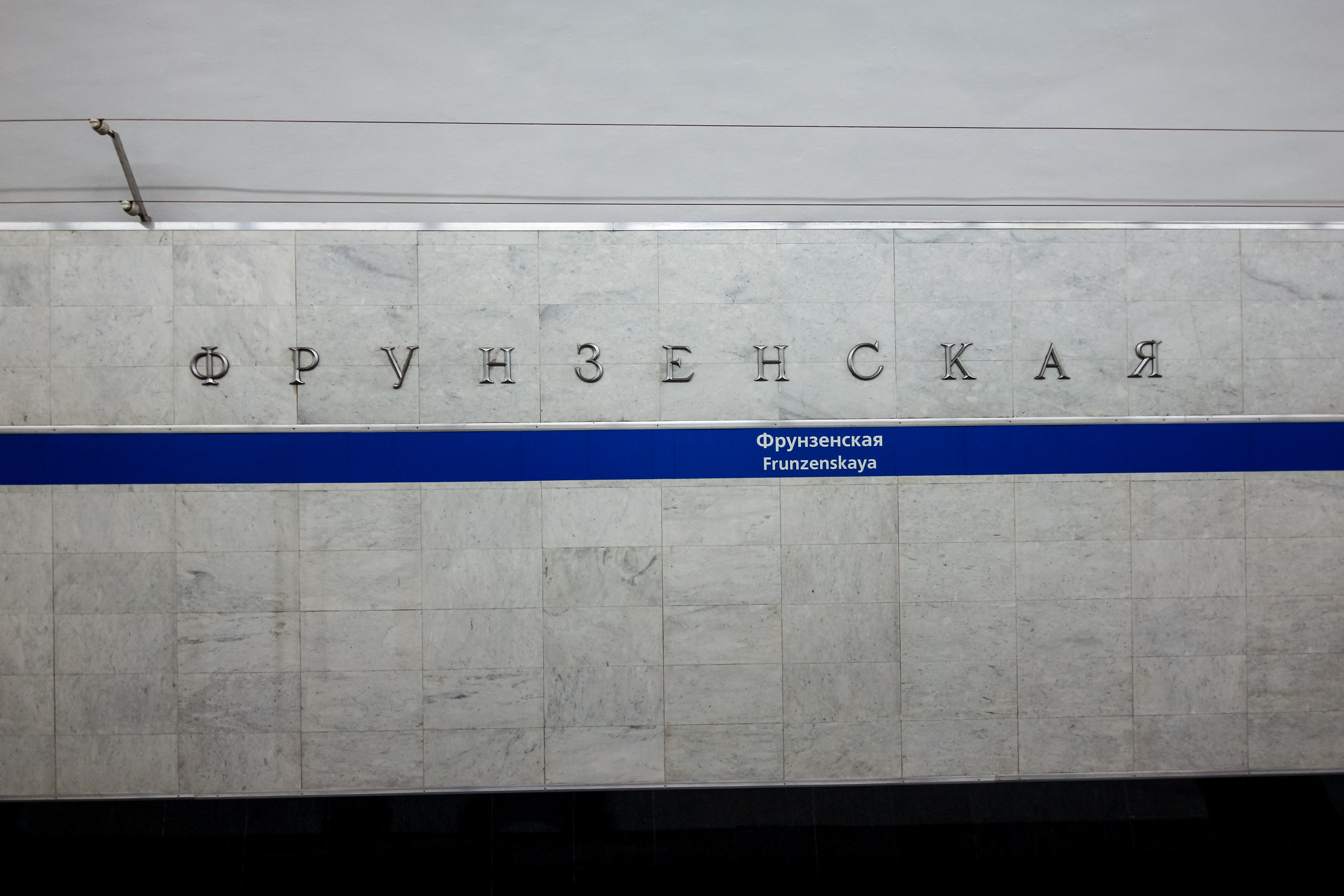
역명판